# Rettenegg
Rettenegg là một đô thị thuộc huyện Weiz thuộc bang Steiermark, nước Áo. Đô thị Rettenegg có diện tích 78,87 km², dân số thời điểm cuối năm 2005 là 772 người.